# Commissione parlamentare d'inchiesta
Le commissioni parlamentari d'inchiesta, in Italia, sono degli organi parlamentari investite della funzione ispettiva, conoscitiva o anche di indagine, su materie di interesse pubblico.

## Fondamento normativo
Istituite già dal Parlamento del Regno d'Italia con risoluzioni interne alle Camere sotto la vigenza dello Statuto Albertino, nell'attuale ordinamento sono previste dall'art. 82 della Costituzione della Repubblica Italiana:

## Caratteristiche
Prendono il nome di Commissioni bicamerali quando sono disposte congiuntamente dai due rami del parlamento, ma possono essere anche costituite dalla sola Camera dei deputati o dal solo Senato della Repubblica. Una commissione d'inchiesta viene istituita per mezzo di una legge dedicata (se bicamerale) o da semplice risoluzione della camera interessata (se monocamerale), solitamente in casi gravi per effettuare indagini da affiancare (e non sostituire) a quelle della magistratura.
Intervenendo su una questione assai dibattuta, la Corte costituzionale ha definito i limiti di utilizzo - da parte delle Commissioni d'inchiesta - dei poteri propri dell'autorità giudiziaria: compito delle Commissioni “non è di giudicare, ma solo di raccogliere notizie e dati necessari per l’esercizio delle funzioni delle Camere” (sentenza n. 231 del 1975); i poteri d’inchiesta della Commissione dovrebbero "salvaguardare le prerogative della ricorrente autorità giudiziaria, anch'essa titolare di un parallelo potere d'investigazione, costituzionalmente rilevante".
Uno dei vantaggi della costituzione di un'inchiesta parlamentare, rispetto a quelle amministrative condotte da organi del governo, è la pubblicità - pressoché assoluta - dei suoi lavori e delle sue risultanze conclusive; ciò non ha impedito che si sviluppasse una vivace discussione intorno alla possibilità di passare in seduta segreta durante determinate audizioni, possibilità per lo più contemplata dai regolamenti interni, che costituirebbe un "patto d'onore" che la Commissione stringe con l'audito.
Peraltro, nelle modalità di svolgimento delle audizioni di soggetti convocati, la prassi parlamentare ha individuato, a lato della testimonianza formale con i poteri dell'autorità giudiziaria, anche l'audizione libera in cui "alle persone ascoltate non sarà imposto l'obbligo del giuramento".

## I regolamenti parlamentari
Il Regolamento della Camera dei deputati prevede:
Capo XXXII - Delle Inchieste Parlamentari
Articolo 140
1. Le proposte di inchiesta parlamentare seguono la procedura prevista per i progetti di legge.
Articolo 141
1. Quando la Camera decide di procedere ad una inchiesta, la Commissione è nominata in modo che la sua composizione rispecchi la proporzione dei Gruppi parlamentari. La Camera può delegarne la nomina al Presidente.
2. La Commissione d'inchiesta procede alle indagini e agli esami con gli stessi poteri e le stesse limitazioni dell'autorità giudiziaria.
3. Se anche il Senato delibera un'inchiesta sull'identica materia, le Commissioni delle due Camere possono deliberare di procedere congiuntamente.
Articolo 142
Quando una Commissione d'inchiesta ritenga opportuno di trasferirsi o di inviare alcuno dei suoi componenti fuori della sede del Parlamento, ne informa, prima di deliberare al riguardo, il Presidente della Camera.
Il Regolamento del Senato della Repubblica prevede:
Capo XX - Delle inchieste parlamentari
Articolo 162
Inchieste parlamentari.
1. Per le proposte di inchiesta parlamentare si osservano, in quanto applicabili, le disposizioni relative ai disegni di legge.
2. Quando una proposta di inchiesta parlamentare è sottoscritta da almeno un decimo dei componenti del Senato, è posta all'ordine del giorno della competente Commissione, che deve riunirsi entro i cinque giorni successivi al deferimento. Il Presidente del Senato assegna alla Commissione un termine inderogabile per riferire all'Assemblea. Decorso tale termine, la proposta è comunque iscritta all'ordine del giorno dell'Assemblea nella prima seduta successiva alla scadenza del termine medesimo, ovvero in una seduta supplementare da tenersi nello stesso giorno di questa o in quello successivo, per essere discussa nel testo dei proponenti. La discussione in Assemblea si svolge a norma dell'articolo 55, comma 5.
3. Allorché il Senato delibera un'inchiesta su materie di pubblico interesse, la Commissione è nominata in modo che la sua composizione rispecchi la proporzione dei Gruppi parlamentari.
4. Se anche la Camera dei deputati delibera una inchiesta sulla identica materia, le Commissioni designate dalle due Camere possono, d'accordo, deliberare di procedere in comune.
5. I poteri della Commissione sono, a norma della Costituzione, gli stessi dell'autorità giudiziaria.
6. La deliberazione dell'inchiesta è pubblicata nella Gazzetta Ufficiale della Repubblica italiana.
Articolo 163
Trasferimento o invio fuori sede di componenti della Commissione.
Quando una Commissione d'inchiesta stimi opportuno trasferirsi od inviare alcuno dei suoi componenti fuori della sede, deve informarne la Presidenza del Senato.

## Commissioni parlamentari d'inchiesta repubblicane
Segue un prospetto delle Commissioni parlamentari d'inchiesta istituite nelle passate legislature.
| Legislatura       | Composizione | Oggetto della commissione d'inchiesta | Note                              |
| ----------------- | ------------ | --- | --------------------------------- |
| I legislatura     | Camera       | Disoccupazione | [ 12 ]                            |
| I legislatura     | Camera       | Miseria in Italia | [ 13 ]                            |
| II legislatura    | Bicamerale   | Condizioni dei lavoratori in Italia | [ 14 ]                            |
| III legislatura   | Bicamerale   | Fenomeno della mafia | [ 16 ]                            |
| III legislatura   | Bicamerale   | Cosiddetta "Anonima banchieri" | [ 17 ]                            |
| III legislatura   | Bicamerale   | Costruzione dell'aeroporto di Fiumicino | [ 18 ]                            |
| III legislatura   | Camera       | Limiti posti alla concorrenza in campo economico | [ 19 ]                            |
| IV legislatura    | Bicamerale   | Fenomeno della mafia | [ 20 ]                            |
| IV legislatura    | Bicamerale   | Disastro del Vajont | [ 21 ]                            |
| IV legislatura    | Camera       | Limiti posti alla concorrenza in campo economico | [ 22 ]                            |
| V legislatura     | Bicamerale   | Fenomeno della mafia | [ 23 ]                            |
| V legislatura     | Bicamerale   | Criminalità in Sardegna | [ 24 ]                            |
| V legislatura     | Bicamerale   | Eventi del giugno-luglio 1964 | [ 25 ]                            |
| VI legislatura    | Bicamerale   | Trattamenti retributivi | [ 26 ]                            |
| VI legislatura    | Bicamerale   | Fenomeno della mafia | [ 27 ]                            |
| VII legislatura   | Bicamerale   | Fuga di sostanze tossiche avvenuta nello stabilimento ICMESA | [ 28 ]                            |
| VII legislatura   | Bicamerale   | Trattamenti retributivi | [ 29 ]                            |
| VII legislatura   | Bicamerale   | Ricostruzione del Belice | [ 30 ]                            |
| VII legislatura   | Bicamerale   | Commesse di armi | [ 31 ]                            |
| VIII legislatura  | Bicamerale   | Ricostruzione del Belice | [ 32 ]                            |
| VIII legislatura  | Bicamerale   | Caso Sindona | [ 34 ]                            |
| VIII legislatura  | Bicamerale   | Caso Moro | [ 36 ]                            |
| VIII legislatura  | Bicamerale   | Commesse di armi | I istituzione, II istituzione     |
| VIII legislatura  | Bicamerale   | Loggia P2 | [ 40 ]                            |
| IX legislatura    | Bicamerale   | Loggia P2 | [ 41 ]                            |
| IX legislatura    | Camera       | "Fondi neri" dell'IRI | [ 42 ]                            |
| X legislatura     | Bicamerale   | Fenomeno della mafia | [ 43 ]                            |
| X legislatura     | Bicamerale   | Terrorismo in Italia | [ 45 ]                            |
| X legislatura     | Bicamerale   | Terremoti Basilicata e Campania | [ 46 ]                            |
| X legislatura     | Senato       | Caso della filiale BNL di Atlanta | [ 47 ]                            |
| X legislatura     | Senato       | Dignità e condizione dell'anziano | [ 48 ]                            |
| X legislatura     | Senato       | Condizioni di lavoro nelle aziende | [ 49 ]                            |
| X legislatura     | Camera       | Condizione giovanile | [ 50 ]                            |
| XI legislatura    | Bicamerale   | Fenomeno della mafia | [ 51 ]                            |
| XI legislatura    | Bicamerale   | Terrorismo in Italia | [ 52 ]                            |
| XII legislatura   | Bicamerale   | Fenomeno della mafia | [ 53 ]                            |
| XII legislatura   | Bicamerale   | Terrorismo in Italia | [ 54 ]                            |
| XII legislatura   | Bicamerale   | Attuazione della politica di cooperazione con i Paesi in via di sviluppo | [ 55 ]                            |
| XII legislatura   | Bicamerale   | Azienda di Stato per gli interventi nel mercato agricolo | [ 56 ]                            |
| XII legislatura   | Senato       | Strutture santitarie | [ 57 ]                            |
| XII legislatura   | Senato       | Fenomeno del caporalato | [ 58 ]                            |
| XII legislatura   | Camera       | Vicenda dell'ACNA di Cengio | [ 59 ]                            |
| XII legislatura   | Camera       | Ciclo dei rifiuti | Prima solo Camera, poi bicamerale |
| XIII legislatura  | Bicamerale   | Dissesto della Federconsorzi | [ 62 ]                            |
| XIII legislatura  | Bicamerale   | Ciclo dei rifiuti | [ 63 ]                            |
| XIII legislatura  | Bicamerale   | Fenomeno della mafia | [ 64 ]                            |
| XIII legislatura  | Bicamerale   | Terrorismo in Italia | [ 65 ]                            |
| XIII legislatura  | Senato       | Sistema sanitario | [ 66 ]                            |
| XIII legislatura  | Camera       | Tragedia del Cermis | [ 67 ]                            |
| XIV legislatura   | Bicamerale   | Fenomeno della mafia | [ 68 ]                            |
| XIV legislatura   | Bicamerale   | Ciclo dei rifiuti | [ 69 ]                            |
| XIV legislatura   | Bicamerale   | Affare Telekom Serbia |                                   |
| XIV legislatura   | Bicamerale   | Dossier Mitrochin e intelligence italiana | [ 70 ]                            |
| XIV legislatura   | Bicamerale   | Occultamento di fascicoli relativi a crimini nazifascisti |                                   |
| XIV legislatura   | Senato       | Efficacia ed efficienza del Servizio sanitario nazionale | [ 71 ]                            |
| XIV legislatura   | Senato       | Cause dell'inquinamento del fiume Sarno | [ 72 ]                            |
| XIV legislatura   | Senato       | Uranio impoverito | [ 73 ]                            |
| XIV legislatura   | Senato       | Fenomeno degli infortuni sul lavoro | [ 74 ]                            |
| XIV legislatura   | Camera       | Morte di Ilaria Alpi e Miran Hrovatin | [ 75 ]                            |
| XV legislatura    | Bicamerale   | Fenomeno della mafia |                                   |
| XV legislatura    | Bicamerale   | Ciclo dei rifiuti | [ 76 ]                            |
| XV legislatura    | Senato       | Efficacia ed efficienza del Servizio sanitario nazionale | [ 77 ]                            |
| XV legislatura    | Senato       | Fenomeno degli infortuni sul lavoro | [ 78 ]                            |
| XV legislatura    | Senato       | Uranio impoverito | [ 79 ]                            |
| XV legislatura    | Camera       | Errori in campo sanitario e cause dei disavanzi sanitari regionali | [ 80 ]                            |
| XVI legislatura   | Bicamerale   | Fenomeno della mafia | [ 81 ]                            |
| XVI legislatura   | Bicamerale   | Ciclo dei rifiuti | [ 82 ]                            |
| XVI legislatura   | Senato       | Efficacia ed efficienza del Servizio sanitario nazionale | [ 83 ]                            |
| XVI legislatura   | Senato       | Fenomeno degli infortuni sul lavoro | [ 84 ]                            |
| XVI legislatura   | Camera       | Contraffazione e pirateria commerciale | [ 85 ]                            |
| XVI legislatura   | Camera       | Errori in campo sanitario e cause dei disavanzi sanitari regionali | [ 86 ]                            |
| XVII legislatura  | Bicamerale   | Fenomeno delle mafie | [ 87 ]                            |
| XVII legislatura  | Bicamerale   | Ciclo dei rifiuti | [ 88 ]                            |
| XVII legislatura  | Bicamerale   | Caso Moro | [ 89 ]                            |
| XVII legislatura  | Bicamerale   | Sistema bancario e finanziario | [ 90 ]                            |
| XVII legislatura  | Senato       | Fenomeno degli infortuni sul lavoro | [ 91 ]                            |
| XVII legislatura  | Senato       | Fenomeno delle intimidazioni nei confronti degli amministratori locali | [ 92 ]                            |
| XVII legislatura  | Senato       | Disastro del Moby Prince | [ 93 ]                            |
| XVII legislatura  | Senato       | Ricostruzione della città dell'Aquila e degli altri comuni interessati dal sisma del 6 aprile 2009                                                                                    |                                   |
| XVII legislatura  | Senato       | Femminicidio e violenza di genere | [ 95 ]                            |
| XVII legislatura  | Camera       | Condizioni di sicurezza e stato di degrado delle città e delle periferie | [ 96 ]                            |
| XVII legislatura  | Camera       | Contraffazione e pirateria commerciale | [ 97 ]                            |
| XVII legislatura  | Camera       | Livello di digitalizzazione delle pubbliche amministrazioni | [ 98 ]                            |
| XVII legislatura  | Camera       | Morte di Emanuele Scieri | [ 99 ]                            |
| XVII legislatura  | Camera       | Sistema di accoglienza e condizione dei migranti | [ 100 ]                           |
| XVII legislatura  | Camera       | Uranio impoverito | [ 101 ]                           |
| XVIII legislatura | Bicamerale   | Fenomeno delle mafie | [ 102 ]                           |
| XVIII legislatura | Bicamerale   | Ciclo dei rifiuti | [ 103 ]                           |
| XVIII legislatura | Bicamerale   | Sistema bancario e finanziario | [ 104 ]                           |
| XVIII legislatura | Bicamerale   | Fatti accaduti presso la comunità "Il Forteto" | [ 105 ]                           |
| XVIII legislatura | Bicamerale   | Attività connesse alle comunità di tipo famigliare che accolgono minori | [ 106 ]                           |
| XVIII legislatura | Senato       | Femminicidio e violenza di genere | [ 107 ]                           |
| XVIII legislatura | Senato       | Condizioni di lavoro in Italia, sfruttamento e sicurezza nei luoghi di lavoro pubblici e privati                                                                                      | [ 108 ]                           |
| XVIII legislatura | Senato       | Gioco illegale e disfunzioni del gioco pubblico | [ 109 ]                           |
| XVIII legislatura | Camera       | Morte di Giulio Regeni | [ 110 ]                           |
| XVIII legislatura | Camera       | Morte di David Rossi | [ 111 ]                           |
| XVIII legislatura | Camera       | Disastro del Moby Prince | [ 112 ]                           |
| XVIII legislatura | Camera       | Tutela dei consumatori e degli utenti | [ 113 ]                           |
| XIX legislatura   | Bicamerale   | Fenomeno delle mafie e altre associazioni criminali, anche straniere |                                   |
| XIX legislatura   | Bicamerale   | Femminicidio e ogni altra forma di violenza di genere |                                   |
| XIX legislatura   | Bicamerale   | Attività illecite connesse al ciclo dei rifiuti e altri illeciti ambientali e agroalimentari                                                                                          |                                   |
| XIX legislatura   | Bicamerale   | Sparizione di Emanuela Orlandi e di Mirella Gregori |                                   |
| XIX legislatura   | Bicamerale   | Fatti accaduti presso la comunità "Il Forteto" |                                   |
| XIX legislatura   | Bicamerale   | Gestione dell'emergenza sanitaria causata dalla diffusione epidemica del virus Sars-Cov-2 e sulle misure adottate per prevenire e affrontare l'emergenza epidemiologica da Sars-Cov-2 |                                   |
| XIX legislatura   | Senato       | Condizioni di lavoro in Italia, sfruttamento e sicurezza sui luoghi di lavoro |                                   |
| XIX legislatura   | Senato       | Sistema bancario, finanziario e assicurativo |                                   |
| XIX legislatura   | Camera       | Condizioni di sicurezza e stato di degrado delle città e delle loro periferie |                                   |
| XIX legislatura   | Camera       | Condizioni di lavoro in Italia, sfruttamento e tutela della salute e della sicurezza nei luoghi di lavoro pubblici e privati                                                          |                                   |
| XIX legislatura   | Camera       | Morte di David Rossi |                                   |
| XIX legislatura   | Camera       | Disastro della nave "Moby Prince" |                                   |
| XIX legislatura   | Camera       | Effetti economici e sociali derivanti dalla transizione demografica in atto |                                   |